# René Laurentin
René Laurentin (Tours, 19. listopada 1917. – Pariz, 10. rujna 2017.) bio je francuski katolički svećenik, teolog i mariolog.

## Životopis
Laurentin je rođen 19. listopada 1917. u Toursu u Francuskoj, od oca Mauricea i majke Marie (rođ. Jactel).
Laurentin je pohađao srednju školu u Sainte-Marie de Choletu. Godine 1934. ušao je u Karmelićansko sjemenište na Katoličkom sveučilištu u Parizu. Bio je učenik neotomističkog filozofa Jacquesa Maritaina. Godine 1938. stekao je dvije diplome: licencijat iz filozofije s fokusom na djelo svetog Tome Akvinskog i licencijat iz filozofije na Sorboni.
Od 1937. do 1938. odslužio je vojni rok. Tijekom Drugog svjetskog rata zarobljen je te odveden kao ratni zarobljenik u Belgiji u svibnju 1940. godine. Proveo je pet godina u pritvoru u Oflagu IV-D u Njemačkoj. Nakon povratka zaređen je za svećenika 8. prosinca 1946. godine. Postigao je doktorat iz književnosti na Sorboni 1952. i doktorat iz teologije na Katoličkom institutu 1953. (cum laude singulari prorsus).
Laurentin je preminuo 10. rujna 2017. u Évryju, predgrađu Pariza.

### Teološki rad
Godine 1955. Laurentin je imenovan za člana u Papinskoj međunarodnoj marijanskoj akademiji. Također 1955. je imenovan profesorom teologije na Katoličkom sveučilištu u Angersu. Početkom 1960-ih služio je kao savjetnik Pripremnog teološkog povjerenstva za Drugi vatikanski sabor o dijelovima marijanskog nauka u Dogmatskoj konstituciji o Crkvi. Također je služio kao dopisnik za francuske novine „Le Figaro”. Godine 1981. Vatikan je ovlastio Laurentina da proučava spise Yvonne Aimée de Malestroit koju je razmatrala Kongregacija za kauze svetaca.
Laurentin je radio na Teološkom fakultetu na Sveučilištu u Firenci i Sveučilištu u Milanu te je služio kao gostujući profesor na nekoliko sveučilišta u Europi i Sjevernoj Americi. Od 1970-ih do ranih 2000-ih, predavao je na Međunarodnom marijanskom istraživačkom institutu Sveučilišta u Daytonu. Laurentin je također bio potpredsjednik Francuskog mariološkog društva od 1962. do 1997. godine.
Laurentin je bio snažan promotor navodnih ukazanja u Međugorju, što ga je dovelo u sukob s mjesnim biskupima. Također je bio pobornik navodnih objava Vassule Ryden,o kojima se Sveta Stolica negativno izjasnila.

## Spisateljska djelatnost
Laurentin je napisao više od 150 knjiga ponajviše usredotočenih na mariologiju. Najpoznatije djelo je šest svezaka usredotočenih na ukazanja u Lourdesu. Njegovi spisi, prevedeni na brojne jezike, pokrivaju niz tema o marijanskim ukazanjima uključujući ukazanja u Lourdesu, navodna ukazanja u Međugorju te vidioce i mistike uključujući Bernardicu Soubirous, Malu Tereziju i Katarinu Labouré.

## Počasti

### Odlikovanja
- Časnik Legije časti.
- Ratni križ 1939.-1945.

### Knjige
- Kutleša, Dražen. 2001. Ogledalo pravde (PDF). Biskupski ordinarijat Mostar. Mostar.

### Mrežna sjedišta
- Guide to the Father René Laurentin collection 1948-2003 (engleski). Međunarodni marijanski istraživački institut Sveučilišta u Daytonu. Pristupljeno 15. veljače 2023.
- Harris, Kayla. Father René Laurentin and the Marian Library (engleski). Marijanska knjižnica, Sveučilište u Daytonu. Pristupljeno 15. veljače 2023.CS1 održavanje: parametar ref identičan predodređenom (link)
- Smith, Harrison. René Laurentin, Catholic scholar who studied visions of Mary, dies at 99 (engleski). The Washington Post. Pristupljeno 15. veljače 2023.CS1 održavanje: parametar ref identičan predodređenom (link)
- Herrero, Juan A. 1999. Medjugorje: Ecclesiastical Conflict, Theological Controversy, Ethnic Division.   Greer, Joanne M.; O. Moberg, David (ur.). Research in the Social Scientific Study of Religion. JAI Press. Stamford, Connecticut.
- Roberts, Sam. René Laurentin, Investigator of Celestial Visions, Dies at 99 (engleski). The New York Times. Pristupljeno 15. veljače 2023.CS1 održavanje: parametar ref identičan predodređenom (link)